# Protolabeo protolabeo
Protolabeo protolabeo är en fiskart som beskrevs av An, Liu, Zhao och Zhang 2010. Protolabeo protolabeo ingår i släktet Protolabeo och familjen karpfiskar. Inga underarter finns listade i Catalogue of Life.